# آلمیدا ۱۷۰۴۰
سیارک ۱۷۰۴۰ (به انگلیسی: 17040 Almeida، نامگذاری:1999FT27) هفده هزار و چهلمین سیارک کشف شده‌است که در ۱۹ مارس ۱۹۹۹ کشف شد.
قدر مطلق سیارک برابر ۱۲.۹ است.